# Fibroin
A fibroin egy oldhatatlan fehérje, előállítják a pókok, a Bombyx mori (selyemhernyó) lárvái, más molynemzetségekbe (Antheraea, Cricula, Samia, Gonometa stb.) tartozó élőlények, és ezenkívül sok más rovar is. A selyem két fő alkotóeleme a szericin és a fibroin nevű fehérje, itt a fibroin a központi anyag, amit a ragadós állagú szericin vesz körül.

A fibroin elsődleges szerkezete, (Gly-Ser-Gly-Ala-Gly-Ala)_{n}

 A fibroin fehérjék ellentétes irányú béta lapok rétegeiből állnak, elsődleges szerkezetében a (Gly-Ser-Gly-Ala-Gly-Ala) aminosav ismétlődik. A magas glicin- (és némi alanin-) tartalom lehetővé teszi, hogy a lapokat kis helyre is össze lehessen tömöríteni, ez okozza a selyem merev szerkezetét és szakítószilárdságát. A merevség és a nyújthatóság együttes megléte miatt számtalan területen felhasználják, beleértve a gyógyszergyártást és a textilipart.
A fibroinnak háromféle szerkezete ismert, ezeket selyem-I, -II és -III néven illetik. A selyem-I a fibroin természetes formája, amit a Bombyx mori selyemmirigyei bocsátanak ki. A selyem-II a fonott selyemben lévő fibroin molekuláinak elrendezésére utal, ami nagyon erős anyag, és a kereskedelemben is változatosan alkalmazzák. A selyem-III egy újonnan felfedezett szerkezete a fibroinnak. Selyem-III főként a fibroin oldatainak felületén képződik (azaz a levegő-víz, vagy a víz-olaj felületen, stb.).

## Bomlása
Az Amikolatopszisz és a Szaccharotrix baktériumok rengeteg faja képes monomerekre bontani a politejsavat és a selyemben lévő fibroint is.

## Fordítás
Ez a szócikk részben vagy egészben  a   Fibroin című angol Wikipédia-szócikk ezen változatának fordításán alapul.  Az eredeti cikk szerkesztőit annak laptörténete sorolja fel. Ez a jelzés csupán a megfogalmazás eredetét és a szerzői jogokat jelzi, nem szolgál a cikkben szereplő információk forrásmegjelöléseként.